# 阿呆船
『阿呆船』（あほうぶね、あほうせん、ドイツ語: Das Narrenschiff ダス・ナレンシフ、原題・初期新高ドイツ語: Daß Narrenschyff ad Narragoniam、ラテン語：Stultifera Navis） は、15世紀ドイツの作家ゼバスティアン・ブラントによって書かれた諷刺文学である。1494年にバーゼルで刊行された。1497年にはラテン語訳も刊行され、その後英語、フランス語、オランダ語など各言語に翻訳されて16世紀ヨーロッパにおけるベストセラーになった。

## 内容
ありとあらゆる種類・階層の偏執狂、愚者、白痴、うすのろ、道化といった阿呆の群がともに一隻の船に乗り合わせて、阿呆国ナラゴニアめざして出航するという内容である。全112章にわたって112種類の阿呆どもの姿を謝肉祭の行列のごとく配列して、滑稽な木版画の挿絵とともに描写しており、各章にはそれぞれに教訓詩や諷刺詩が付されている。巻頭の第1章を飾るのは、万巻の書を集めながらそれを一切読むことなく本を崇めている愛書狂（ビブロマニア）であり、ここでは当時勃興した出版文化の恩恵に与りながら、有効活用もせずに書物蒐集のみに勤しむ人々を皮肉っている。その他にも、欲張りや無作法、権力に固執する者などが諷刺されている。本書は同時代ドイツにおける世相やカトリック教会の退廃・腐敗を諷刺したものとされる。
「阿呆船」の題名は、新約聖書のルカ福音書にあらわれる「ペテロの舟」を意識したとされる。

## 日本語訳
日本語訳は、現代思潮新社の叢書「古典文庫」シリーズより上下2巻として刊行されている（翻訳者は尾崎盛景、初版1968年、新装版2002年、オンデマンド版2010年）。他書からは「愚者の船」「狂人船」などとも訳されて参照されるが、尾崎訳では『阿呆物語』に倣い、滑稽さの意味も込めて「阿呆船」と訳されている。

## 関連作品ほか
- ヒエロニムス・ボッシュの作品に、船の上で人々が乱痴気騒ぎを繰り広げる『愚者の船』がある。
- ミシェル・フーコーの『狂気の歴史』では、阿呆船のエピソードが重要な要素となっている。
- 佐藤史生のSF漫画『阿呆船』は、遭難した恒星間宇宙船の中でネハン（涅槃）病に冒された人々が狂気の祭典にふけるカーゴ・カルトものである。
- アメリカで1965年に公開された映画『愚か者の船』（Ship of Fools）がある。1965年度のアカデミー賞を獲得した。
- タロット作家、ブライアン・ウィリアムズによって『阿呆船』の挿絵をもとにしたタロットのデッキが作成されている。
- 小惑星（5896）ナレンシフは、阿呆船にちなんで命名された（発見はソ連の天文学者リュドミーラ・G・カラチキナ (Людмила Георгиевна Карачкина) )。
- スマートフォンゲーム『アークナイツ』にStultifera Navisでイベント名および同名の艦船として登場。